# Aspidogyne chocoensis
Aspidogyne chocoensis är en orkidéart som beskrevs av Paul Ormerod. Aspidogyne chocoensis ingår i släktet Aspidogyne och familjen orkidéer.
Artens utbredningsområde är Colombia. Inga underarter finns listade i Catalogue of Life.